# Phytomyza ripara
Phytomyza ripara är en tvåvingeart som först beskrevs av Frederik Maurits van der Wulp 1871.  Phytomyza ripara ingår i släktet Phytomyza och familjen minerarflugor.
Artens utbredningsområde är Tyskland. Inga underarter finns listade i Catalogue of Life.